# Soole
 (juin 2024).
La mise en forme du texte ne suit pas les recommandations de Wikipédia : il faut le « wikifier ».
Les points d'amélioration suivants sont les cas les plus fréquents. Le détail des points à revoir est peut-être précisé sur la page de discussion.
- Les titres sont pré-formatés par le logiciel. Ils ne sont ni en capitales, ni en gras.
- Le texte ne doit pas être écrit en capitales (les noms de famille non plus), ni en gras, ni en italique, ni en « petit »…
- Le gras n'est utilisé que pour surligner le titre de l'article dans l'introduction, une seule fois.
- L'italique est rarement utilisé : mots en langue étrangère, titres d'œuvres, noms de bateaux, etc.
- Les citations ne sont pas en italique mais en corps de texte normal. Elles sont entourées par des guillemets français : « et ».
- Les listes à puces sont à éviter, des paragraphes rédigés étant largement préférés. Les tableaux sont à réserver à la présentation de données structurées (résultats, etc.).
- Les appels de note de bas de page (petits chiffres en exposant, introduits par l'outil «  Source ») sont à placer entre la fin de phrase et le point final[comme ça].
- Les liens internes (vers d'autres articles de Wikipédia) sont à choisir avec parcimonie. Créez des liens vers des articles approfondissant le sujet. Les termes génériques sans rapport avec le sujet sont à éviter, ainsi que les répétitions de liens vers un même terme.
- Les liens externes sont à placer uniquement dans une section « Liens externes », à la fin de l'article. Ces liens sont à choisir avec parcimonie suivant les règles définies. Si un lien sert de source à l'article, son insertion dans le texte est à faire par les notes de bas de page.
- La présentation des références doit suivre les conventions bibliographiques. Il est recommandé d'utiliser les modèles {{Ouvrage}}, {{Chapitre}}, {{Article}}, {{Lien web}} et/ou {{Bibliographie}}. Le mode d'édition visuel peut mettre en forme automatiquement les références.
- Insérer une infobox (cadre d'informations à droite) n'est pas obligatoire pour parachever la mise en page.

Pour une aide détaillée, merci de consulter Aide:Wikification.
Si vous pensez que ces points ont été résolus, vous pouvez retirer ce bandeau et améliorer la mise en forme d'un autre article.
Pour plus de détails, voir Fiche technique et Distribution.
Soole est un film de comédie nigérian de 2021, produit par Adunni Ade pour la Lou-Ellen Clara Company Limited et distribué par FilmOne Entertainment. Réalisé par Kayode Kasum, ce film marque la première production d'Adunni Ade et met en avant des acteurs tels que Sola Sobowale, Lateef Adedimeji, Femi Jacobs, Meg Otanwa, Shawn Faqua, Bukunmi Oluwasina, Eso Dike, Teniola Aladese et Saidi Balogun, entre autres,. Le film sort le 21 novembre 2021, puis diffusé dans les cinémas du pays à partir du 26 novembre 2021,.

## Casting
- Adunni Ade : sœur Veronica
- Lateef Adedimeji : John
- Teniola Aladese : Clara
- Femi Jacobs : Ifebuchi
- Meg Otanwa : Justina
- Sola Sobowale : Ifeoma
- Bukunmi Oluwasina
- Saïdi Balogun
- Eso Dike

## Synopsis
Soole raconte l'histoire de Veronica, une religieuse catholique interprétée par Adunni Ade, qui part de Lagos pour Enugu après avoir échoué à réunir des fonds pour un orphelinat. Pendant son voyage en direction d'Enugu, elle choisit un trajet bon marché appelé « Soole » et fait la rencontre de divers autres passagers. Le voyage de Lagos à Enugu est marqué par plusieurs événements dramatiques, y compris un vol à main armée pendant le trajet vers Enugu,.

## Première
La projection en première a eu lieu au Filmhouse Cinemas IMAX Lekki à Lagos le 21 novembre 2021. L'événement a réuni plusieurs célébrités, dont celles qui n'apparaissaient pas dans le film. Parmi les personnalités présentes, figurent Kehinde Bankole, Shawn Faqua, Okey Bakassi et bien d'autres.

## Nomination et reconnaissance
En 2022, Shawn Faqua reçoit une nomination pour sa performance dans le film Soole dans la catégorie du Meilleur acteur dans une comédie aux Africa Magic Viewers' Choice Awards 2022.